# Тэракава, Ая
Ая Тэракава (яп. 寺川 綾 Тэракава Ая, род. 12 ноября 1984 года в Осаке) — японская пловчиха, выступала в плавании на спине на дистанциях 50, 100 и 200 метров. Двукратный призёр Олимпийских игр 2012 года, трёхкратный призёр чемпионатов мира, многократная чемпионка Универсиады.
Ая Тэракава дебютировала в японской сборной на чемпионате мира 2001 году и закончила восьмая в 200 метров финале. На её первых Олимпийских играх также она закончила восьмой в 200 метров на спине.
Завоевала три медали в плавании на спине на летней Универсиаде 2003 года. На Универсиаде 2005 года выиграла все три дистанции в плавании на спине, а также серебро в комбинированной эстафете. На Универсиаде 2007 года победила на дистанциях 50 и 100 метров на спине, а также в комбинированной эстафете.